# 豊田国際ユースサッカー大会
豊田国際ユースサッカー大会（とよたこくさいユースサッカーたいかい）は、2000年から2014年まで、毎年8月に愛知県豊田市で開催されていたサッカー大会。

## 概要
ユース世代を対象とした大会で2004年（第5回大会）まではU-17（17歳以下）、2005年（第6回大会）以降はU-16（16歳以下）を出場対象としている。
出場チームは2008年までは6チーム、2009年大会以降は4チーム。
また2003年（第4回大会）まではクラブチームのユースチームが中心だったが、2004年（第5回大会）以降はナショナルチームのユースチームが中心となっている。
2008年大会までは予選を実施し、6チームを2組に分けて総当たりのリーグ戦を行い、その1位同士が決勝を、2位同士が3位決定戦を、3位同士が5位決定戦を行う。2009年大会以降は4チーム総当りのリーグ戦を行なって順位を決定する。
名古屋グランパスのユースチームはホストチームとして第1回大会から全て参加しているが2002年（第3回大会）からは愛知県高校選抜、豊田市高校選抜との混成チームとなっている。
主会場は豊田スタジアム、豊田市運動公園球技場。（2009年は、豊田スタジアムのみ）
テレビ中継は東海テレビが決勝戦の模様を録画放送している。

## 大会成績

### 順位
- 第1回大会（2000年）

| 順位 | チーム                   |
| ---- | ------------------------ |
| 1    | U-17パリ・サンジェルマン |
| 2    | U-17アトレチコ・ミネイロ |
| 3    | U-17名古屋グランパス     |
| 4    | U-17フェイエノールト     |
| 5    | U-17インテル・ミラノ     |
| 6    | U-17豊生高校             |

- 第2回大会（2001年）

| 順位 | チーム                     |
| ---- | -------------------------- |
| 1    | U-17グアラニ               |
| 2    | U-17名古屋グランパス       |
| 3    | U-17ASモナコ               |
| 4    | U-17フェイエノールト       |
| 5    | U-17日本ユース選抜         |
| 6    | U-17オーランド・パイレーツ |

- 第3回大会（2002年）

| 順位 | チーム                                       |
| ---- | -------------------------------------------- |
| 1    | U-17グアラニ                                 |
| 2    | U-16日本代表                                 |
| 3    | U-17名古屋グランパス・愛知県・豊田市高校選抜 |
| 4    | U-17フェイエノールト                         |
| 5    | U-17バルセロナ                               |
| 6    | U-17ブルージュ                               |

- 第4回大会（2003年）

| 順位 | チーム                                       |
| ---- | -------------------------------------------- |
| 1    | U-16日本代表                                 |
| 2    | U-17名古屋グランパス・愛知県・豊田市高校選抜 |
| 3    | U-17バルセロナ                               |
| 4    | U-17グアラニ                                 |
| 5    | U-17グラスゴー・レンジャーズ                 |
| 6    | U-17フェイエノールト                         |

- 第5回大会（2004年）

| 順位 | チーム                                       |
| ---- | -------------------------------------------- |
| 1    | U-16韓国代表                                 |
| 2    | U-16オランダ代表                             |
| 3    | U-16日本代表                                 |
| 4    | U-16アイルランド代表                         |
| 5    | U-16メキシコ代表                             |
| 6    | U-16名古屋グランパス・愛知県・豊田市高校選抜 |

- 第6回大会（2005年）

| 順位 | チーム                                       |
| ---- | -------------------------------------------- |
| 1    | U-16アメリカ代表                             |
| 2    | U-16日本代表                                 |
| 3    | U-16ロシア代表                               |
| 4    | U-16韓国代表                                 |
| 5    | U-16メキシコ代表                             |
| 6    | U-16名古屋グランパス・愛知県・豊田市高校選抜 |

- 第7回大会（2006年）

| 順位 | チーム                                       |
| ---- | -------------------------------------------- |
| 1    | U-16韓国代表                                 |
| 2    | U-16日本代表                                 |
| 3    | U-16名古屋グランパス・愛知県・豊田市高校選抜 |
| 4    | U-16アメリカ代表                             |
| 5    | U-16チェコ代表                               |
| 6    | U-16クロアチア代表                           |

- 第8回大会（2007年）

| 順位 | チーム                                       |
| ---- | -------------------------------------------- |
| 1    | U-16日本代表                                 |
| 2    | U-16アラブ首長国連邦代表                     |
| 3    | U-16名古屋グランパス・愛知県・豊田市高校選抜 |
| 4    | U-16アメリカ代表                             |
| 5    | U-16オーストラリア代表                       |
| 6    | U-16韓国代表                                 |

- 第9回大会（2008年）

| 順位 | チーム                                       |
| ---- | -------------------------------------------- |
| 1    | U-16日本代表                                 |
| 2    | U-16ルーマニア代表                           |
| 3    | U-16韓国代表                                 |
| 4    | U-16アラブ首長国連邦代表                     |
| 5    | U-16ブラジル代表                             |
| 6    | U-16名古屋グランパス・愛知県・豊田市高校選抜 |

- 第10回大会（2009年）

| 順位 | チーム                                       |
| ---- | -------------------------------------------- |
| 1    | U-16メキシコ代表                             |
| 2    | U-16日本代表                                 |
| 3    | U-16名古屋グランパス・愛知県・豊田市高校選抜 |
| 4    | U-16韓国代表                                 |

- 第11回大会（2010年）

| 順位 | チーム                                       |
| ---- | -------------------------------------------- |
| 1    | U-16アルゼンチン代表                         |
| 2    | U-16日本代表                                 |
| 3    | U-16名古屋グランパス・愛知県・豊田市高校選抜 |
| 4    | U-16アラブ首長国連邦代表                     |

- 第12回大会（2011年）

| 順位 | チーム                                       |
| ---- | -------------------------------------------- |
| 1    | U-16韓国代表                                 |
| 2    | U-16名古屋グランパス・愛知県・豊田市高校選抜 |
| 3    | U-16日本代表                                 |
| 4    | U-16オーストラリア代表                       |

- 第13回大会（2012年）

| 順位 | チーム                                       |
| ---- | -------------------------------------------- |
| 1    | U-16メキシコ代表                             |
| 2    | U-16名古屋グランパス・愛知県・豊田市高校選抜 |
| 3    | U-16日本代表                                 |
| 4    | U-16オマーン代表                             |

- 第14回大会（2013年）

| 順位 | チーム                                       |
| ---- | -------------------------------------------- |
| 1    | U-16メキシコ代表                             |
| 2    | U-16日本代表                                 |
| 3    | U-16名古屋グランパス・愛知県・豊田市高校選抜 |
| 4    | U-16クウェート代表                           |

### 表彰選手
選手個人への表彰は2006年大会から始まった。
| 年度   | 最優秀選手                                   | チーム               | MIP                    | チーム                     |
| ------ | -------------------------------------------- | -------------------- | ---------------------- | -------------------------- |
| 2006年 | 金井貢史                                     | U-16日本代表         | 尹ビッガラム           | U-16韓国代表               |
| 2007年 | 宇佐美貴史                                   | U-16日本代表         | 三浦俊希               | U-16名古屋・愛知県・豊田市 |
| 2008年 | 神田圭介                                     | U-16日本代表         | フィリペ・コウチーニョ | U-16ブラジル代表           |
| 2009年 | ソリリオ・グティエレス・ルイス・アルフォンソ | U-16メキシコ代表     | 久保裕也               | U-16日本代表               |
| 2010年 | レアンドロ・パレデス                         | U-16アルゼンチン代表 | 菅嶋弘希               | U-16日本代表               |
| 2011年 | イム・グンヨン                               | U-16韓国代表         | 加藤優汰               | U-16名古屋・愛知県・豊田市 |
| 2012年 | イヴァン・フェルナンド・オチョア・チャベス   | U-16メキシコ代表     | 櫻井昴                 | U-16名古屋・愛知県・豊田市 |
| 2013年 | ホセ・ルイス・チャベス・ノボア               | U-16メキシコ代表     | 杉本考起               | U-16日本代表               |

## 主な出場選手

### U-16日本代表
- 青山直晃（2002年）
- 平井将生（2003年）
- 安田理大（2003年）
- 福元洋平（2003年）
- 内田篤人（2004年）
- 柿谷曜一朗（2005年、2006年）
- 山田直輝（2006年）
- 米本拓司（2006年）
- 宇佐美貴史（2007年、2008年）
- 高木善朗（2008年）
- 宮市亮（2008年）

### 名古屋グランパス・愛知県・豊田市高校選抜
- 平林輝良寛（2001年）
- 津田知宏（2002年）
- 青山隼（2003年）
- 吉田麻也（2004年）

### その他
- リオネル・メッシ（U-17バルセロナ・2003年）
- セスク・ファブレガス（U-17バルセロナ・2003年）
- ジェラール・ピケ（U-17バルセロナ・2003年）
- ビクトール・バスケス（U-17バルセロナ・2003年）
- 奇誠庸（U-16韓国代表・2004年）
- ルカーシュ・マレチェク（U-16チェコ代表・2006年）
- ネイマール（U-16ブラジル代表・2008年）
- フィリペ・コウチーニョ（U-16ブラジル代表・2008年）